# Inundaciones y deslizamientos de tierra en São Paulo en 2016
Intensas inundaciones y corrimientos de tierra azotaron la ciudad y el estado de São Paulo, ubicados en Brasil, luego de fuertes lluvias que mataron al menos a 21 personas. El aguacero en São Paulo y sus alrededores estableció nuevos récords de niveles de lluvia para el mes de marzo y dejó las ciudades cubiertas por hasta un metro de lodo y agua de inundación que drenaba lentamente. La lluvia se produjo después de meses de sequía.

## Eventos
A partir del 10 de marzo y hasta la mañana del 11 de marzo, lluvias torrenciales cayeron hasta 61 mm en Sorocaba, al oeste de São Paulo, y hasta 87 mm en Mirante de Santana, en el norte. Las localidades de Francisco Morato e Itapevi fueron afectadas por un deslave que dejó 13 personas muertas. Las localidades de Cajamar y Guarulhos también sufrieron fuertes inundaciones que provocaron la muerte de 4 personas. De los 21 muertos, los informes afirman que 18 víctimas murieron como resultado de los deslizamientos de tierra, mientras que otras 3 se ahogaron en la inundación. Tanto los viajeros como los residentes locales quedaron varados cuando las carreteras quedaron cubiertas por el agua. Además, como resultado de la lluvia, el Aeropuerto Internacional de Cumbica se vio obligado a cerrar durante aproximadamente 6 horas. El aguacero también detuvo durante varias horas los viajes en trenes de cercanías.